# Менандр Протектор
Мена́ндр Протектор (др.-греч. Μένανδρος ὁ προτίκτωρ) — византийский дипломат и историк VI века.

## Биография
Родился в Константинополе в середине VI века. Сын Эвфратаса. Брат Иродота.
Менандр Протектор имел юридическое образование, однако судебной практикой не занимался: при Маврикии он служил в императорской гвардии (отсюда и его прозвище — «протектор»).
В своих работах использовал данные из дипломатической переписки, сообщения византийских послов, исторические сочинения, личные наблюдения, рассказы очевидцев. Менандр стремится к точности изложения полученной информации. Оставил достаточно подробные сведения об антско-аварских отношениях, аварско-византийской борьбе за Сирмий и против славян. Многие фрагменты его работы цитирует Константин Багрянородный.
Сочинение Менандра в определённом смысле продолжает книгу Агафия из Малой Азии «О царствовании Юстиниана», которая излагала период с 552 по 558 гг. Далее за Агафием, Менандр Протектор писал во времена императора Маврикия «Историю», которая излагала события с 558 по 582 гг. Фрагменты этого сочинения дают достаточно материала для того, чтобы оценить актуальность источника. Для этнополитических взглядов Менандра характерна терпимость по отношению к иноплеменным народам, редкая для византийца-ортодокса. Так, тюрки не называются в «Истории» «варварами», а иноземный правитель может фигурировать в качестве «брата» византийского василевса.
Повествование Менандра было продолжено в трудах Феофилакта Симокатты, который жил во времена императора Ираклия и занимал должность секретаря.
Ему принадлежит первое сообщение о письменности тюрков: описывая приём тюркского посла Маниаха византийским императором Юстином I, Менандр упоминает послание кагана, написанное «скифскими письменами».